# Euctenostega
Euctenostega là một chi bướm đêm thuộc họ Geometridae.